# Сны Бальдра
«Сны Ба́льдра» (исл. Baldrs draumar) — одна из поэм, вошедших в состав «Старшей Эдды», но не включённых в «Королевский кодекс» XIII века. Её относят к «мифологическим песням», к типу пророческих видений (наряду с «Прорицанием вёльвы» и «Песнью о Хюндле»).
Бог Один поднимает вёльву из могилы, чтобы узнать о будущем своего сына Бальдра, который видит тревожные сны. Вёльва рассказывает, что Бальдр будет убит Хёдом и что за него отомстит специально для этого рождённый брат, Вали. Французский исследователь Р. Буайе считает такой поворот сюжета «парадоксальным», так как Один сам должен знать судьбу сына.
Большинство учёных полагает, что «Сны Бальдра» были написаны поздно, уже в христианскую эпоху. По содержанию эта поэма ближе всего к «Прорицанию вёльвы».